# Attrezzaggio
Il tempo di attrezzaggio è il periodo di tempo per preparare un mezzo di produzione (una macchina, una stazione di lavoro, una linea, un apparecchio) per essere pronti a funzionare o ad accettare un  compito.
In inglese l'attrezzaggio è spesso chiamato setup.
Ci sono due modalità di attrezzaggio:
1- interno: operazioni che esigono l'arresto della macchina;
2- esterno: operazioni che possono essere eseguite a macchina in azione;
Una metodologia legata alla riduzione dei tempi di attrezzaggio è lo SMED.